# マリー・テレーズ・ド・サルデーニュ
マリー・テレーズ・ド・サルデーニュ（Marie Thérèse de Sardaigne）またはマリー・テレーズ・ド・サヴォワ（Marie Thérèse de Savoie, 1756年1月31日 - 1805年6月2日）は、アルトワ伯シャルル・フィリップ、のちのフランス王シャルル10世の妃。夫の即位前に他界したため、王妃にはならなかった。
イタリア語名マリーア・テレーザ・ディ・サヴォイア（Maria Teresa di Savoia）。

## 生涯
サルデーニャ王ヴィットーリオ・アメデーオ3世と王妃マリーア・アントニエッタ（スペイン王カルロス3世とエリザベッタ・ファルネーゼの娘）の三女として、トリノで生まれた。シャルル10世らの祖父ルイ15世の母であるマリー・アデライード・ド・サヴォワはマリー・テレーズの大伯母にあたる。
姉マリー・ジョゼフィーヌ（マリーア・ジュゼッピーナ）は1771年にルイ16世の弟プロヴァンス伯ルイ・スタニスラス（のちのルイ18世）と結婚していたが、マリー・テレーズも1773年11月にプロヴァンス伯の弟アルトワ伯と結婚した。1775年には兄カルロ・エマヌエーレ4世が夫の妹クロティルドと結婚している。
マリー・テレーズではなく、コンデ公ルイ5世ジョゼフの娘ルイーズ・アデライード (en) との結婚を望んだという夫との結婚生活は不幸だった。彼女は、義理の姉マリー・アントワネットとの付き合いを避けたにもかかわらず、当時のフランス宮廷で民衆から最も嫌われた王族の一人だった。
1789年、フランス革命勃発後にフランスを家族で脱出した。1805年、亡命先のグラーツで死去し、アルトワ伯爵夫人として、グラーツ大聖堂に葬られた。

## 子女
- ルイ・アントワーヌ（1775年 - 1844年） - アングレーム公、王太子
- ソフィー（1776年 - 1783年）
- シャルル・フェルディナン（1778年 - 1820年） - ベリー公
- マリー・テレーズ（1783年、夭折）